# Munnicope calyptra
Munnicope calyptra är en kräftdjursart som beskrevs av Menzies och George 1972. Munnicope calyptra ingår i släktet Munnicope och familjen Munnopsidae. Inga underarter finns listade i Catalogue of Life.